# فرنسيس جورج
فرنسيس جورج (بالإنجليزية: Francis George)‏ (و. 1937 – 2015 م) هو عالم عقيدة، ورجل دين، وكاهن كاثوليكي، من الولايات المتحدة الأمريكية، ولد في شيكاغو، توفي في شيكاغو، عن عمر يناهز 78 عاماً.

## مناصب
تولى منصب رئيس الاساقفة، والكاردينال، وأسقف.

## التعليم
تعلم في جامعة تولين، والجامعة الكاثوليكية الأمريكية، وجامعة كريتون.

## جوائز
حصل على جوائز منها:
- Knight Grand Cross in the Order of the Holy Sepulchre ‏.